# محمدعلی کوشا
محمدعلی کوشا (زادهٔ اول فروردین ۱۳۳۰بیجار)؛ مجتهد، فقیه، مفسر و مترجم قرآن، مدرس سطوح عالی حوزه و قرآن‌پژوه معاصر است. عمدهٔ فعالیت‌های محمدعلی کوشا در حوزهٔ تفسیر و به‌ویژه ترجمهٔ قرآن بوده‌است به‌طوری که وی با نقد و بررسی بیش از ۲۰۰ ترجمهٔ قرآن، پرکارترین منتقد در حوزهٔ ترجمهٔ قرآن است و همچنین پایه‌گذار آموزش پیشرفتهٔ فن ترجمهٔ قرآن در حوزهٔ علمیه است.

## تحصیلات
محمدعلی کوشا دورهٔ دبیرستان را در شهرهای بیجار و سقز و در رشتهٔ علوم تجربی گذارند، سپس در سال ۱۳۵۲ خورشیدی وارد حوزهٔ علمیهٔ قم شده و دروس مقدمات و سطح را از محمدعلی مدرس افغانی، و مصطفی اعتمادی تبریزی و محمدتقی ستوده اراکی آموخت و پس از آن به دروس خارج فقه و اصول راه یافت و از میرزا جواد تبریزی، حسین وحید خراسانی، حسینعلی منتظری و نعمت‌الله صالحی نجف‌آبادی بهره برد.

کوشا عمدهٔ مباحث فقه و اصول را از حسینعلی منتظری در مدت ۱۵ سال آموخت و پابه‌پای آن علم الحدیث، علم الرجال، تفسیر قرآن و بخشی از فقه را از نعمت‌الله صالحی نجف‌آبادی به مدت ۱۰ سال و به‌طور تخصصی تحصیل کرد و منظومهٔ حکمت و فلسفه را نیز نزد نجفی قمشه‌ای آموخت و پس از آن در حوزهٔ تخصصی ترجمه و تفسیر قرآن سال‌ها به تحقیق و مطالعه پرداخت و آثاری قابل‌توجه عرضه کرد.
محمدعلی کوشا از معدود شاگردان منتظری محسوب می‌شود که از ایشان اجازهٔ اجتهاد مطلق دارند.

## آثار
محمدعلی کوشا بیش از ۴۰ اثر تحقیقی-تألیفی در حوزهٔ قرآن‌پژوهی، ادبیات، فقه، کردستان‌پژوهی، تصحیح متون و احیاء نُسخ خطی کتابخانهٔ مجلس شورای اسلامی و نیز بیش از ۵۰ مقاله در موضوعات کتاب‌شناسی، نقد ادبی، بررسی و نقد ترجمه‌های قرآن و دین‌پژوهی از خود به جای گذاشته‌است.

کوشا همچنین نویسندهٔ بیش از ۳۰۰ مدخل و مقاله برای دانشنامه‌های فارسی و عربی در جهان اسلام است.
ترجمهٔ کوشا از قرآن در دی‌ماه سالِ ۱۴۰۱ در نشرِ نِی منتشر شد.

## اقدامات
محمدعلی کوشا در دو دههٔ شصت و هفتاد شمسی در دانشگاه شهید بهشتی، دانشگاه قم و دانشگاه امام صادق تدریس کرد. وی در مرکز فقهی ائمهٔ اطهار تدریس می‌کند و نخستین دورهٔ آموزش پیشرفتهٔ فن ترجمهٔ قرآن را در حوزهٔ علمیهٔ قم پایه‌گذاری کرده و هم‌اکنون تنها کرسی تدریس روش‌ها و فنون پیشرفتهٔ ترجمه و نیز ترجمهٔ تفسیری قرآن را — با رهیافت تطبیقیِ فریقین — در حوزهٔ علمیهٔ قم بر عهده دارد.

محمدعلی کوشا عضو شورای مرکزی مجمع مدرسین و محققین حوزهٔ علمیهٔ قم است. وی به همراه محسن کدیور و سید محمدعلی ایازی در تابستان سال ۱۳۸۵ اقدام به تأسیس بنیاد صالح کرد که هدف از تأسیس این بنیاد، تنظیم و نشر آثار نعمت‌الله صالحی نجف‌آبادی بوده‌است.
بنا بر وصیت صالحی نجف آبادی، انتشار سایر آثار، دست‌نوشته‌ها و مخطوطات ایشان، با نظارت، تصحیح و ویرایش محمدعلی کوشا صورت پذیرد
.
در تابستان ۱۳۹۷ برای نخستین بار، چهار دفتر از مجموعه مخطوطات (دست‌نوشته‌های چاپ‌نشده) نعمت‌الله صالحی نجف آبادی با تصحیح، تحقیق و ویرایش محمدعلی کوشا و توسط انتشارات کویر در چهار مجلد به چاپ رسید.